# Weiherkopf (Schwarzwald)
Der Weiherkopf ist ein 1143,3 m ü. NHN hoher Berg im Südschwarzwald in Baden-Württemberg.  

## Lage und Charakteristik
Der Weiherkopf liegt zwischen Freiburg im Breisgau und Basel auf den Gebieten der Stadt Müllheim im Markgräflerland (Gebietsexklave östlich von Badenweiler) und der Gemeinde Münstertal, beide im Landkreis Breisgau-Hochschwarzwald, sowie des Dorfes Neuenweg der Gemeinde Kleines Wiesental im Landkreis Lörrach. Er liegt im Bereich des Gebirgskammes zwischen den markanteren Bergen Belchen (1414,2 m ü. NHN) und Blauen (1165,4 m ü. NHN). Zwischen dem Weiherkopf im Norden und dem Köhlgarten (1230 m ü. NHN) liegt der Sirnitzsattel (auch Kreuzwegpass), über den die Landesstraße 131 von Badenweiler nach Schönau führt.
Der Weiherkopf bildet mit dem einen Kilometer weiter westlich gelegenen Nebengipfel der Sirnitz (1114,4 m ü. NHN) einen Doppelgipfel, dessen Südhänge zum Sirnitzpass sowie zum dort westlich laufenden Klemmbach und zum ostwärts laufenden, Kreuzbächle genannten Oberlauf des anderen Klemmbachs hin moderat abfallen, nach Norden, zum Talkessel von Münsterhalden hin, aber zunächst deutlich steiler sind, bevor auch sie in einen kuppigen Wiesenhang übergehen. Hier finden die Höfe von Münsterhalden knappen Raum wie auch die Straße, die sich vom Untermünstertal zum Sattel Heubronner Eck hochwindet, wo sie in die Sirnitzpassstraße einmündet. 
Westlich dieser Einmündung ist von kaltzeitlichen Gletschern in den steilen Hang ein Kar eingetieft worden, an dessen Grund es in einer Höhe von 897 m ü. NHN einen (zeitweise auch angestauten) kleinen Karsee gab, der heute zu einem Niedermoor verlandet ist. Nach diesem kleinen Pendant zum nahen Kar des Nonnenmattweihers hat der Weiherkopf seinen Namen, ebenso wie der aus der Karwand 70 Meter hoch aufragende, kluftreiche Weiherfelsen mit seinem ganz oben sichtbaren Felsentor. Weiter westlich gibt es auf einer Höhe von etwa 990 m ü. NHN einen weiteren kleinen Karboden.
Der Weiherkopf besteht im Wesentlichen aus Buntem Konglomerat, im Bereich des Nordhangs aus Münsterhalden-Granit. Er ist am Gipfel und in der Karwand durchzogen von 3 Granitporphyr-Gängen. Dieses harte Gestein ermöglichte auch die Entstehung der hohen, fast senkrechten Wand des Weiherfelsens.

## Vegetation und Tourismus
Die natürliche Vegetation eines hochmontanen Fichten-Tannen-Buchenwaldes ist nur noch in den Steillagen vorhanden und zumeist Fichtenforsten gewichen. Die Kare sind mit lichtem Nadel- und Laubmischwald (Fichte, Buche, Bergahorn, Tanne) bestockt. Im Nordteil des Hangs entwickeln sich durch Sukzession auf dem ehemaligen Skihang des Mitte der 1980er Jahre geschlossenen Weiherkopfliftes felsdurchsetzte Magerrasen. Die Weideflächen im Süden sind teilweise artenreich und mit Kleingehölzen durchsetzt.
Der Kreuzweglift in den Wiesen nördlich des Sirnitzsattels ist noch in Betrieb. Der Gipfel des Weiherkopfes selbst ist zwar kein Wanderziel, dennoch verläuft der Westweg des Schwarzwaldvereins durch das Weiher-Kar und über den Weiherfelsen. Dieser Wegabschnitt ist auch Teil eines Rundwegs um den Weiherkopf, der vom Heubronner Eck aus über den (von Münsterhalden aus anfahrbaren) Almgasthof Kälbelescheuer und die Sirnitz (auch Sirnitzkopf genannt) verläuft.
Der Weiherkopf liegt außerhalb von ausgewiesenen Schutzgebieten.